# Berangere Schuh
Berangere Schuh, francoska lokostrelka, * 13. junij 1984, Auxerre.
Sodelovala je na lokostrelskem delu poletnih olimpijskih iger leta 2004, kjer je osvojila 43. mesto v individualni in 4. mesto v ekipni konkurenci.
Nastopila je tudi na lokostrelskem delu poletnih olimpijskih iger leta 2008, kjer je osvojila z ekipo Francije bronasto medaljo.